# 雅瑟達河

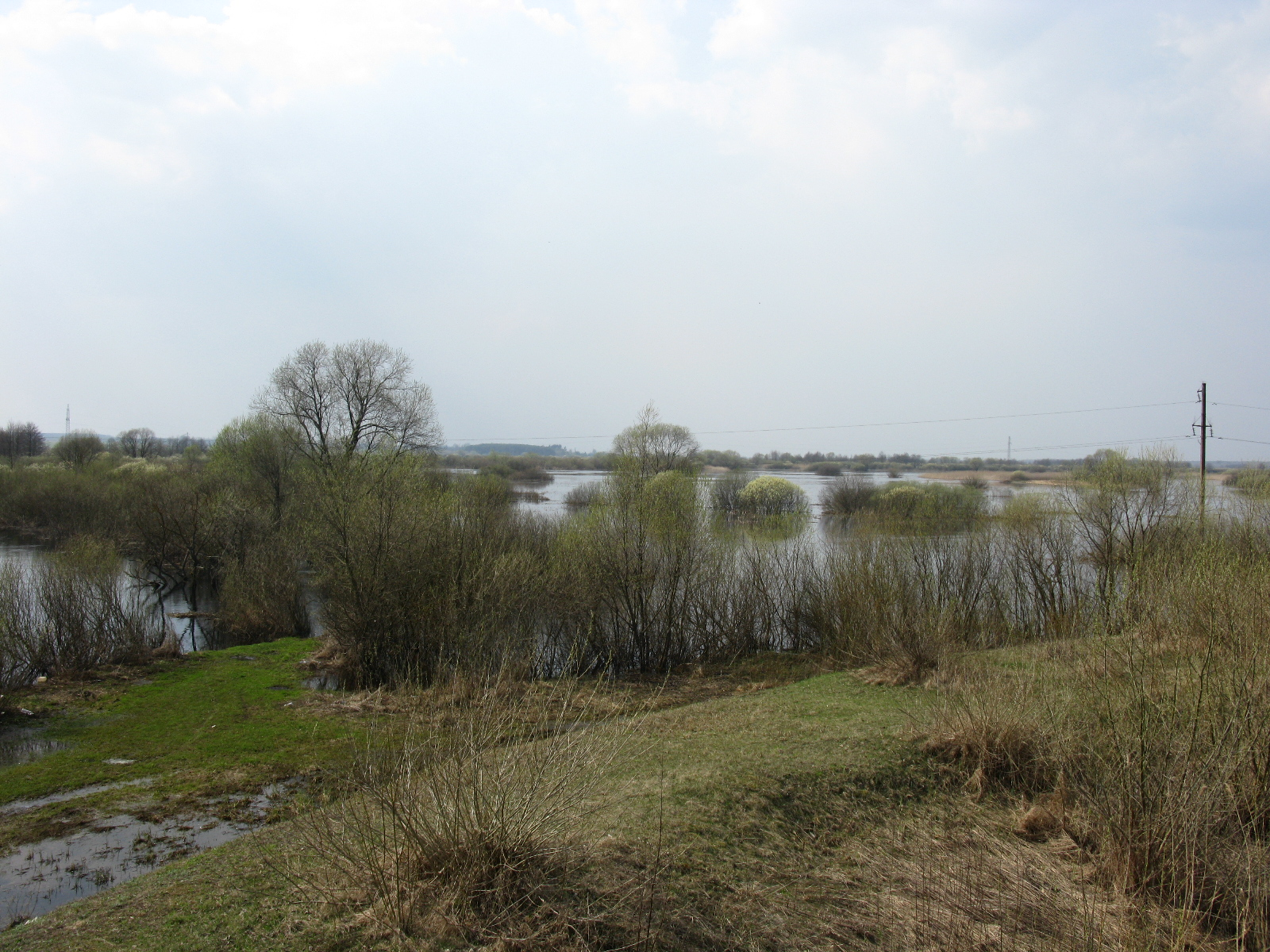
雅瑟達河

雅瑟達河（白俄羅斯語：Ясельда）是白俄羅斯的河流，屬於普里皮亞季河的左支流，由布列斯特州負責管轄，河道全長242公里，流域面積5,430平方公里，每年十一月至翌年三月結冰。